# Lézarde (imprimerie)
 (juillet 2024).
Pour les articles homonymes, voir Lézarde.

Exemple de lézarde au milieu du texte, sur un lorem ipsum.

Une lézarde est, en imprimerie, un effet de ligne blanche, plus ou moins droite, oblique ou brisée, occasionné par l'alignement fortuit d’espaces inter-mots. Ce défaut apparaît fréquemment avec les polices à chasse fixe, mais il peut se produire dans tous les cas.
Il appartient au typographe, ou au compositeur du texte, quelle que soit la technique utilisée, de remédier à cet effet visuel désagréable en modifiant l’espacement des mots, les approches, ou tout autre moyen possible.
On rencontre parfois le terme de « rivière » dans le même sens, d’après l’anglais river.